# Anna Swenonis
Anna Swenonis, nacida como Anna Svensdotter (-Vadstena, 31 de julio de 1527) fue una iluminadora de manuscritos sueca.

## Biografía
Monja de la orden Bridgettine en la abadía de Vadstena desde 1478, además de priora durante un tiempo.

## Obra
Anna Swenonis fue acreditada como la autora de los manuscritos conocidos como AM 422 y Ups C 475. Se la señala como la artista del manuscrito iluminado conocido como una copia del Libro de oraciones de Ingegerd Ambjörnsdotter de 1501 a 1527. Este libro de oraciones se conserva en Biblioteca Nacional de Suecia de Estocolmo. Entre otras cosas está decorado con una imagen de la virgen María en un estilo que recuerda a los cuadros de la Sala Capitular del monasterio de Vadstena.